# Эшликон
Эшликон (нем. Eschlikon) — коммуна в Швейцарии, в кантоне Тургау. 
Входит в состав округа Мюнхвилен. Население составляет 3690 человек (на 31 декабря 2007 года). Официальный код  —  4724.

## Известные уроженцы
- Маркус Вернер, современный швейцарский писатель.
- Даниэль Хубман, швейцарский ориентировщик, чемпион мира.